# Agathis macrophylla
Agathis macrophylla är en barrträdart som först beskrevs av John Lindley, och fick sitt nu gällande namn av Maxwell Tylden Masters. Agathis macrophylla ingår i släktet Agathis och familjen Araucariaceae. IUCN kategoriserar arten globalt som nära hotad. Inga underarter finns listade i Catalogue of Life.

## Bildgalleri

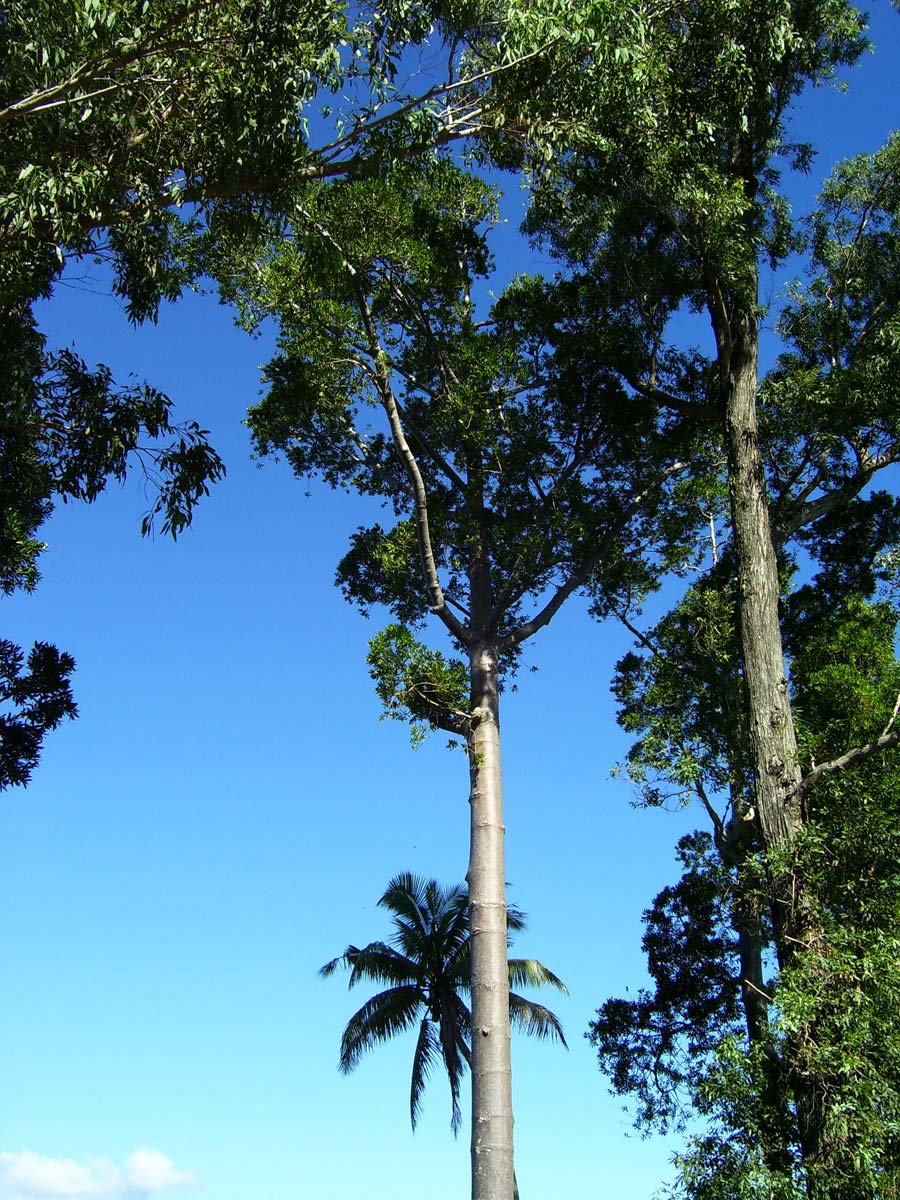
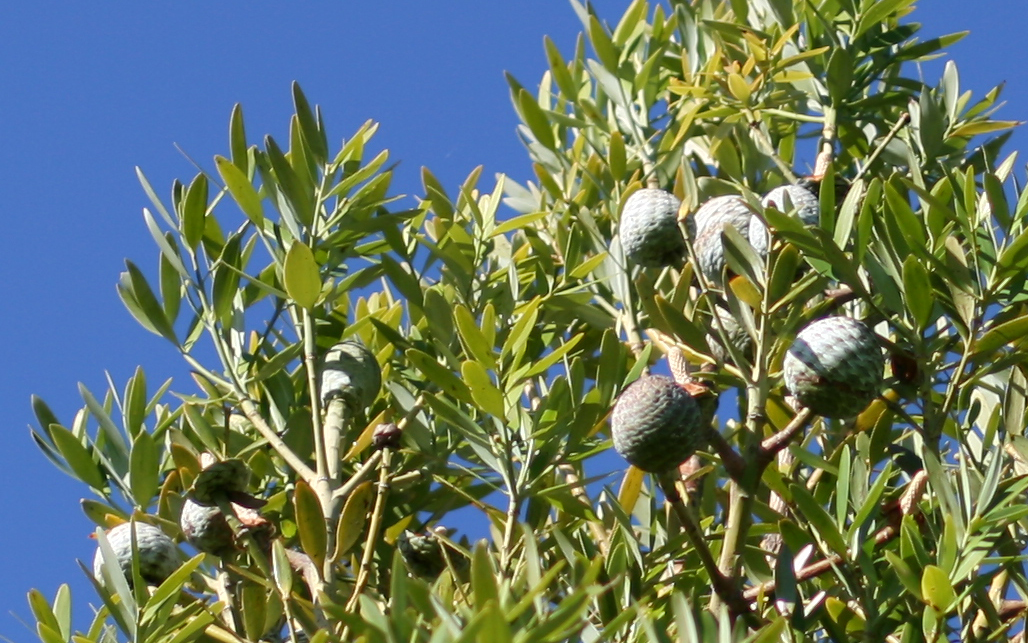
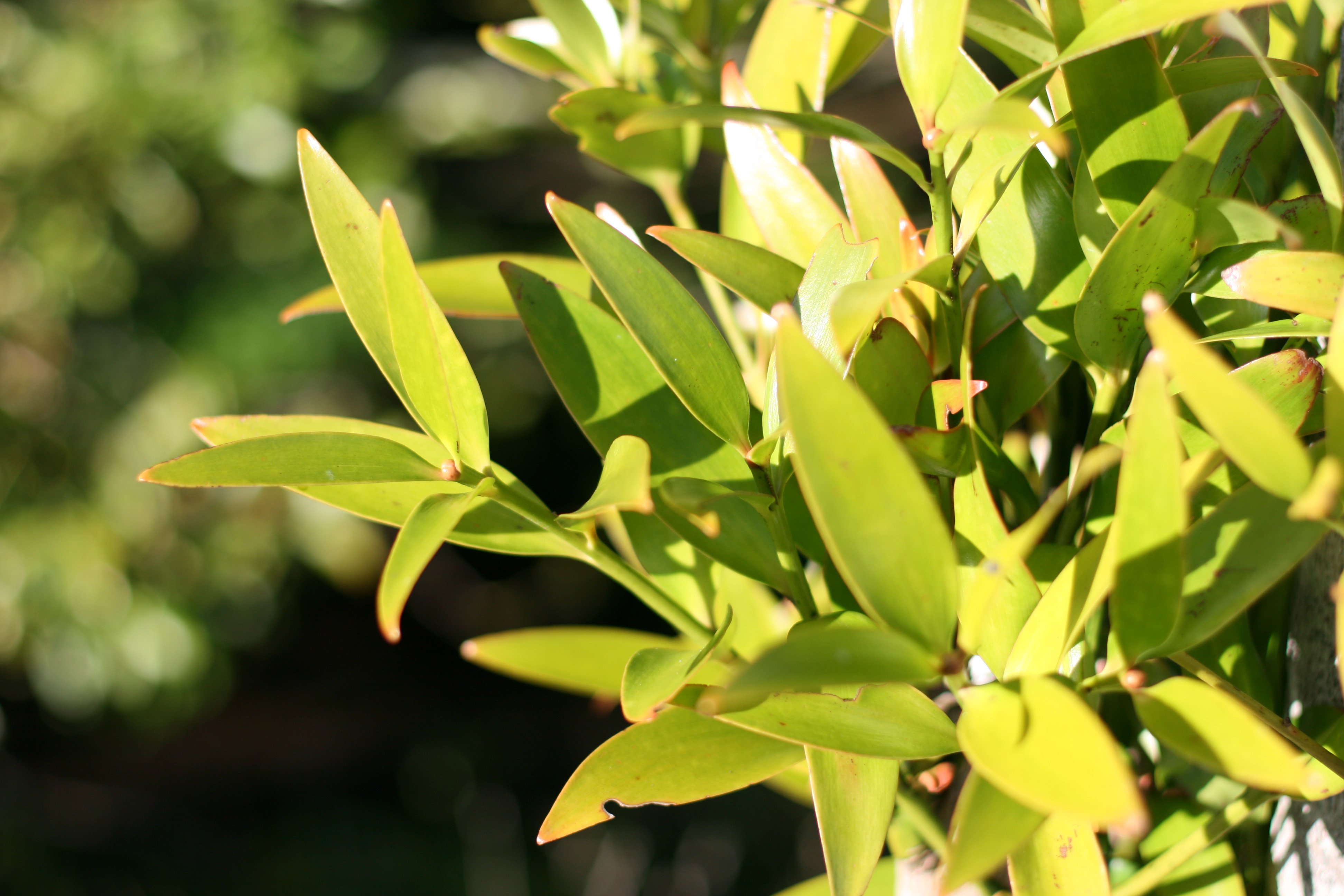
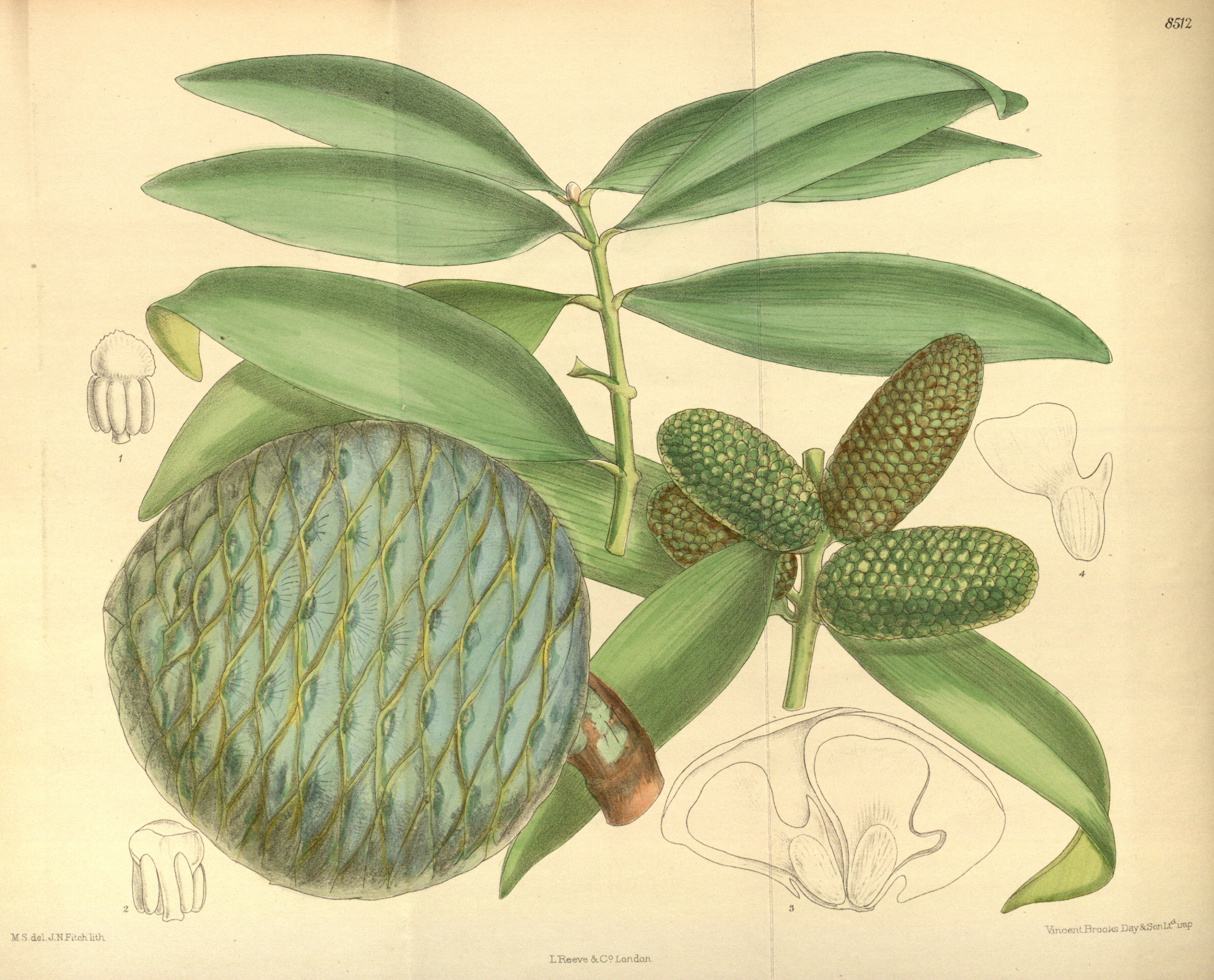